# Zvezda Zvenigorod
Dernière mise à jour : 13 septembre 2015.
Le Zvezda Zvenigorod (russe : Звезда Звенигород, littéralement l'étoile de Zvenigorod) est un club féminin de handball de la ville de Zvenigorod, dans l'oblast de Moscou en Russie, et créé en 2002. Il a notamment remporté la Ligue des champions en 2008.

## Palmarès
compétitions internationales
- Ligue des champions (C1)
  - Vainqueur (1) en 2008
- Coupe de l'EHF (C3)
  - Vainqueur (1) en 2007
- Supercoupe d'Europe
  - Vainqueur (1) en 2008
  - Finaliste en 2007

compétitions nationales
- Championnat de Russie
  - Vainqueur (1) en 2007
  - Deuxième en 2008, 2009 et 2010
  - Troisième en 2006 et 2013
- Coupe de Russie
  - Vainqueur (4) en 2009, 2010, 2011, 2014
  - Finaliste en 2006, 2012, 2013
  - Troisième en 2015 et 2019

## Effectif actuel
Équipe de la saison 2016-2017[réf. nécessaire]
| gardiennes - Ekaterina Varankina - Regina Yakupova - Anastasia Lagina ailières - Victoria Klimantceva - Natalia Chernova - Tatiana Zakharova - Marianna Egorova | pivots - Alena Amelchenko arrières - Nadezda Potapenko - Ekaterina Smirnova - Natalia Ivanova - Viktoria Medvedeva - Anastasia Alexeeva |

## Personnalités liées au club

### Joueuses
- Elena Dmitrieva, ailière gauche (2007-2013)
- Anna Kareïeva, arrière gauche (2006-2008)
- Oxana Koroleva, arrière droite
- Polina Kouznetsova, ailière gauche (2006-2014)
- Alexandra Lacrabère, demi-centre (2012-2013)
- Julija Nikolić, demi-centre (2012-2013)
- Irina Poltoratskaïa, demi-centre (2006-2010)
- Lioudmila Postnova, arrière gauche (2010-2014)
- Oksana Romenskaïa, pivot (2006-2008)
- Maria Sidorova, gardienne (2012-2015)
- Inna Souslina, gardienne (2008-2010)
- Valéria Szabó, pivot
- Natalia Tchernova, ailière droite

### Entraîneur
- Alexeï Molotkov, de 2004 à 2005
- Vitaly Krokhin, de 2005 à 2006
- Ievgueni Trefilov, de 2006 à 2011
- Zdravko Zovko, de 2011 à avril 2013
  -  Vlado Šola, adjoint de mai 2011 à avril 2013
- Alexander Revva, d'avril 2013 à 2016
- Alexeï Goumianov, depuis 2016

## Logos

Ancien logo
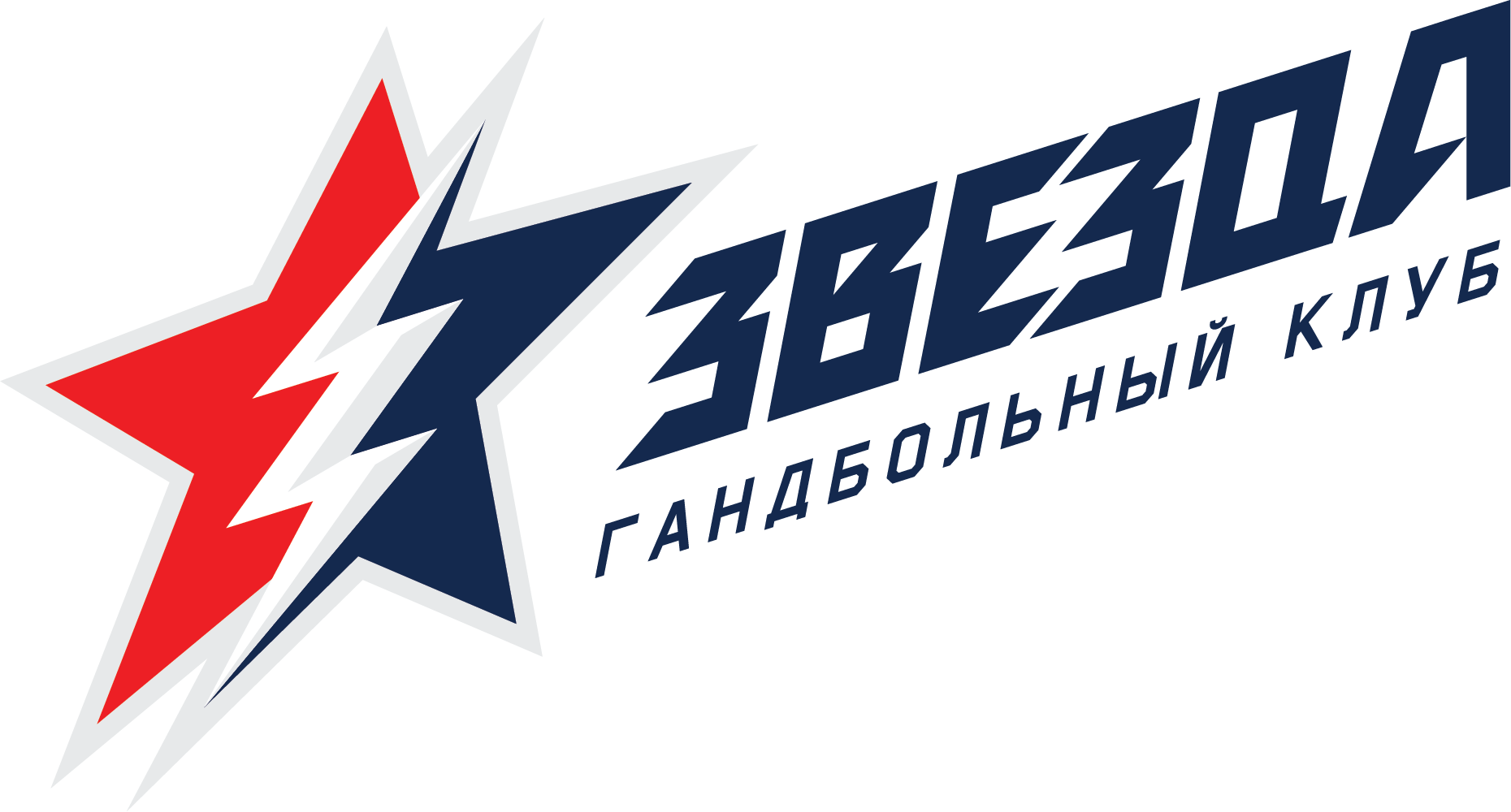
Logo actuel